# Graukressen

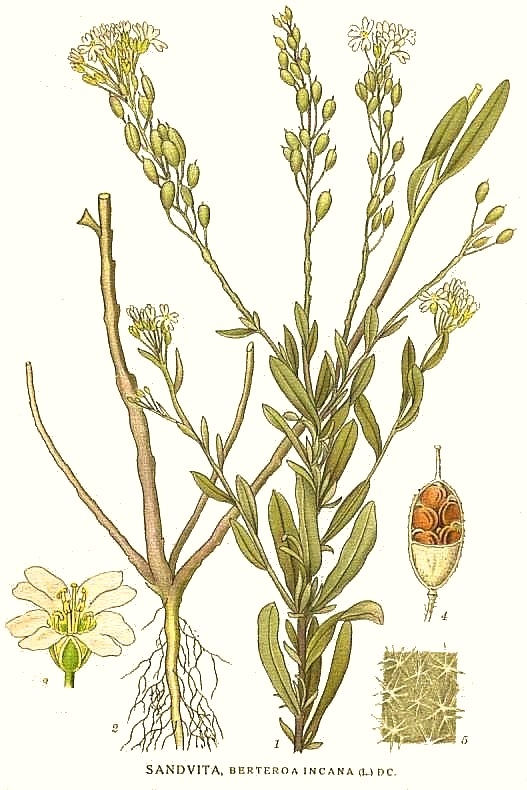
Illustration der Graukresse (Berteroa incana)

Die Pflanzengattung Graukressen (Berteroa) gehört zur Familie der Kreuzblütler (Brassicaceae). Charakteristisch sind die meist rein weißen, selten gelben Kronblätter, die genagelt, verkehrt-herzförmig und am oberen Ende tief zweiteilig sind. Berteroa sind nach dem italienischen Arzt, Botaniker und Pflanzensammler Carlo Giuseppe Luigi Bertero (1789–1831) benannt.

## Beschreibung

### Vegetative Merkmale
Bei Berteroa-Arten handelt sich um einjährige bis ausdauernde krautige Pflanzen. An vielen Pflanzenteilen kommen einfache und Sternhaare (Trichome) vor. Die aufsteigenden bis aufrechten Stängel sind einfach oder verzweigt. Die wechselständig am Stängel verteilt angeordneten Laubblätter sind in Blattstiel und Blattspreite gegliedert. Die einfache Blattspreite besitzt einen glatten, gewellten oder gezähnten Blattrand.

### Generative Merkmale
In traubigen Blütenständen stehen einige Blüten dicht zusammen. Es sind keine Tragblätter vorhanden. Die zwittrigen Blüten sind vierzählig mit doppelten Perianth. Die vier flaumig behaarten Kelchblätter sind länglich, fast aufrecht oder ausgebreitet. Charakteristisch sind die meist rein weißen, selten gelben Kronblätter, die genagelt, verkehrt-herzförmig und am oberen Ende tief zweiteilig sind. Es sind sechs Staubblätter vorhanden. Die Staubfäden des mittleren Paares besitzen keine Anhängsel oder sind einzähnig und das seitlich Paar besitzt basale zahnähnliche Anhängsel. Es sind vier Nektardrüsen vorhanden. Der etwa 4 mm lange Griffel ist glatt oder spärlich flaumig behaart und endet in einer kopfigen bis kaum erkennbar zweilappigen Narbe. Der Fruchtknoten enthält 4 bis 16 Samenanlagen.
Die dünnen Fruchtstiele sind aufrecht oder aufsteigend. Die je nach Art unterschiedlich geformten Schötchen können Sternhaare besitzen. Das vollständig ausgebildete Septum ist häutig. Die Samen sind in der Frucht in zwei Reihen angeordnet. Die fast kreis- bis nierenförmigen Samen mit einer winzig netzartigen Samenoberfläche können einen Flügel oder flügelartigen Rand besitzen.
Die Chromosomengrundzahl beträgt x = 8.

## Verbreitung
Die Gattung Berteroa hat ihr Diversitätszentrum auf der Balkanhalbinsel.
Eine Art (Berteroa incana) ist in weiten Teilen von Eurasien verbreitet und ist in Nordamerika Neophyt.

## Systematik
Die Gattung Berteroa gehört zur Tribus Alysseae in der Familie der Brassicaceae. Der Gattungsname Berteroa wurde 1821 durch Augustin Pyrame de Candolle in Mémoires du Muséum d'Histoire Naturelle, 7 (1), S. 232 erstveröffentlicht. Der botanische Gattungsname Berteroa ehrt den italienischen Botaniker und Pflanzensammler Carlo Giuseppe Luigi Bertero (1789–1831), der nach Chile auswanderte.
Die Gattung Berteroa enthält nur sechs Arten:
- Berteroa gintlii Rohlena: Sie ist ein Endemit von Bosnien-Herzegowina und Montenegro.[3]
- Graukresse (Berteroa incana (L.) DC.)
- Berteroa mutabilis (Vent.) DC.: Sie kommt in Italien, Österreich, Kroatien, Bosnien-Herzegowina, Montenegro, Albanien, Nordmazedonien, Griechenland, Bulgarien, in der Türkei, in Georgien und im Kaukasusgebiet ursprünglich vor.[3]
- Berteroa obliqua (Sm.) DC.: Sie kommt in Italien, Kroatien, Bosnien-Herzegowina, Montenegro, Albanien, Nordmazedonien, Griechenland, Bulgarien und in der Türkei vor.[3]
- Berteroa orbiculata DC.: Sie kommt in Albanien, Nordmazedonien, in Griechenland und in der Türkei vor.[3]
- Berteroa physocarpa Yüzb. & Al-Shehbaz: Die 2017 erstbeschriebene Art kommt in der Türkei vor.[3]